# Fujiwara Yoshio
Fujiwara Yoshio (jap. 藤原 良夫) war ein japanischer Fußballspieler.

## Nationalmannschaft
1923 debütierte Fujiwara für die japanische Fußballnationalmannschaft. Mit der japanischen Nationalmannschaft qualifizierte er sich für die Far Eastern Championship Games 1923.